# 修頓爵士夫人
修頓爵士夫人貝拉·悉尼，OBE（英語：Bella Sidney, Lady Southorn，1876年9月7日—1960年11月24日），本名貝拉·悉尼·伍爾夫（Bella Sidney Woolf），擔任香港輔政司的第二任丈夫修頓於1933年獲勳爵士後，成為修頓爵士夫人。修頓夫人是英國作家及社區運動支持者，早年在本土出版不少以兒童為對象的書籍，後來曾先後居於錫蘭、香港及岡比亞，其中自1926年至1936年間在香港出任香港女童軍總監，任內大力推動女童軍發展。此外，她又熱心參與香港的社會公益活動，出任大量公職，並在1934年成功爭取在灣仔闢建修頓球場，1935年獲勳OBE勳銜。
修頓爵士夫人的胞弟倫納德·伍爾夫為著名政治學家及作家，其妻吳爾芙亦為著名作家及女權主義者，是修頓夫人的弟婦。

## 生平

### 早年生涯

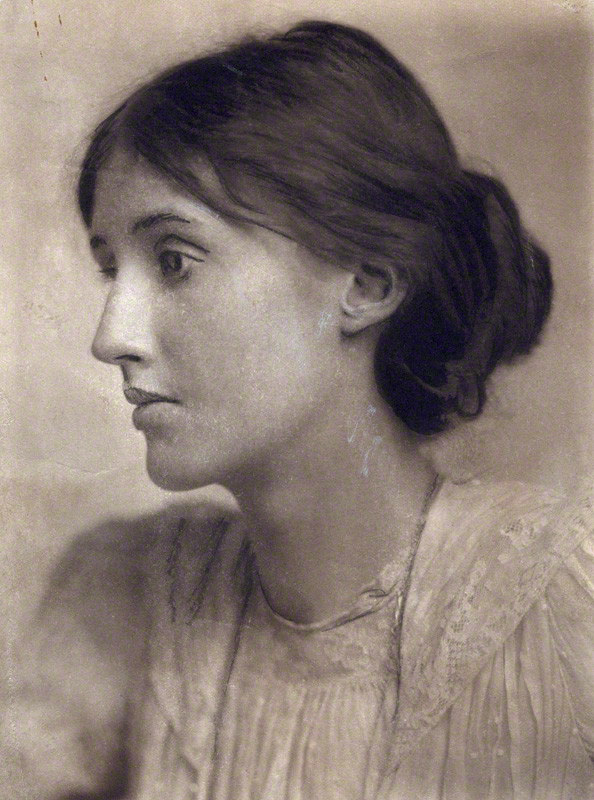
吳爾芙

修頓夫人在1876年9月7日生於英國倫敦，出生時本名貝拉·悉尼·伍爾夫（Bella Sidney Woolf），是家中十名弟妹中的長女，父親為猶太裔御用大律師悉尼·伍爾夫（Sidney Woolf）。貝拉的其中一名胞弟倫納德·伍爾夫（Leonard Woolf，1880年－1969年）為著名政治學家及作家，其妻吳爾芙亦為著名作家及女權主義者，故吳爾芙亦是貝拉的弟婦。
貝拉從少便對寫作很有興趣，早年曾於英國卡塞爾出版社旗下的兒童雜誌《小伙子》（Little Folks）任職達十年，期間發表不少以兒童為對象的文章及故事，也是英國早期少有的女記者。貝拉在《小伙子》的寫作甚得歡迎，在得到廣大小讀者的贊助下，雜誌社得以在沿海城市貝克斯希爾（Bexhill）興建小伙子康復中心（Little Folks Convalescent），另外又在倫敦的皇后兒童醫院籌建兒童病房。
在1910年7月7日，貝拉在倫敦聖約翰山（St John's Hill）婚姻註冊處與植物學家羅伯特·希思·洛克（Robert Heath Lock，1879年－1915年）成婚，姓名亦改為貝拉·悉尼·洛克（Bella Sidney Lock）。婚後她隨任職錫蘭植物園署理總監的丈夫定居錫蘭，並在1914年寫成How To See Ceylon（《如何看錫蘭》）一書，該書被視為第一本有關錫蘭旅遊的袋裝書，並獲多次重印。然而，這段婚姻並不長久，在1915年6月26日，年僅36歲的洛克突然因心臟病發在英格蘭伊斯特本猝死，兩人膝下並無子女。

### 香港生涯

#### 女童軍運動
洛克身後六年，貝拉在1921年1月29日再婚，於可倫坡嫁給時任錫蘭首席助理輔政司修頓（後為爵士），是為貝拉·悉尼·修頓（Bella Sidney Southorn）。兩人在錫蘭生活五年後，修頓夫人因丈夫調任香港輔政司而於1926年5月移居香港。居港期間，修頓伉儷熱心參與大小公益活動，深得民心，其中修頓夫人尤其關注女童軍運動，使香港女童軍獲得長足發展。
修頓夫人來港前，已因丈夫關係出任錫蘭女童軍總監，至於在1926年抵港後，她復接替司徒拔爵士夫人出任香港女童軍總監。在得到丈夫的支持及協助下，修頓夫人任內成功爭取在督憲府地牢的一間小室成立總部，並讓女童軍的不少活動假屋外花園舉行，使女童軍擁有一固定的會址，至1929年，香港女童軍已擴充至擁有五隊女童軍，以及六隊的小女童軍。後在1932年，在得到駐港英軍司令新德倫少將（Major General J W Sandilands）協助下，修頓夫人復於金鐘域多利兵房覓得一幅土地作為女童軍總部會址，經慈善家鄧肇堅（後為爵士）等人慷慨捐款後，總部得以在同年10月建成。修頓夫人出任香港女童軍總監十年，深獲稱許，至1936年離港後才由京夫人（Mrs T H King）接任。

#### 社會公益
修頓夫人在港期間因丈夫關係而成為輔政司夫人，另外亦多次因丈夫署任港督而擔任署理港督夫人，而除了女童軍的工作外，她還熱心參與不同公益活動，以及出任大量社會公職。當中包括香港保護兒童會副主席、梅夫人婦女會主席、援助兒童聯盟（Ministering Children League）主席及香港慈善社（Hong Kong Benevolent Society）主席等等。除此之外，在得到鄧肇堅大力支持下，修頓夫人得以在1930年代創辦香港國際婦女會，並自任創會主席，對香港婦女界的發展有一定影響。
另一方面，修頓夫婦倆也相當關注香港遊樂場地不足的問題，而隨着遊樂場協會在1933年成立後，康樂用地不足亦漸成社會日益關注的議題，在修頓夫人大力爭取下，港府終在1934年撥出灣仔一幅土地用作球場之用，以作為修頓夫人送給香港兒童的一份「禮物」。修頓夫人曾嘗言希望禮物可讓他們永遠「在陽光下奔跑」（running wild under the sun），而為表揚修頓伉儷在事件中的努力，球場遂獲港府命名為「修頓球場」。

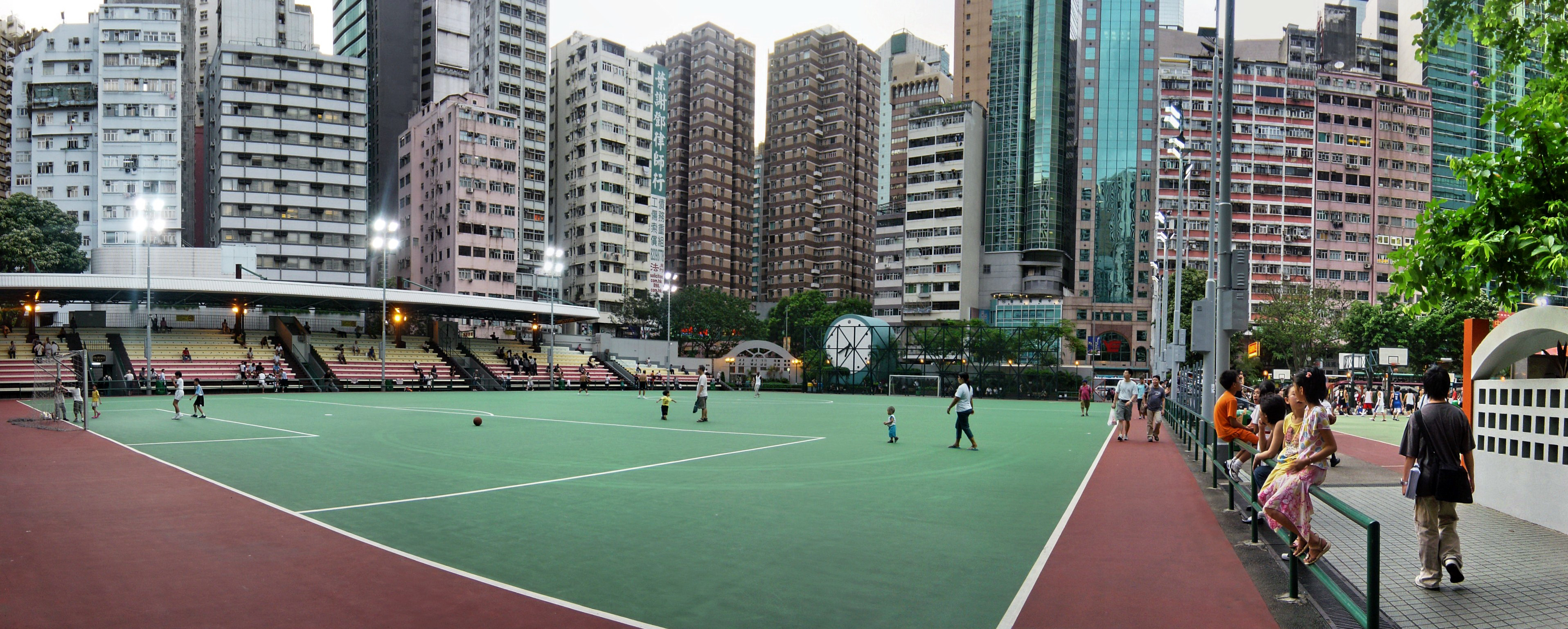
修頓爵士夫人寄望修頓球場可以讓孩童永遠「在陽光下奔跑」。

在1933年，修頓夫人因丈夫獲勳為KBE勳銜而成為修頓爵士夫人（Lady Southorn），後在1935年的新年榮譽名單中，英廷復向她頒授OBE勳銜，以肯定她對香港社會所作的貢獻。在1936年，香港大學向修頓爵士頒授榮譽法律博士學位，港大校長在宣讀讚辭時，亦特地對修頓爵士夫人的貢獻加以表揚。

### 晚年生涯
在1936年，修頓爵士夫人因丈夫出任岡比亞總督而遷居非洲岡比亞，並繼續出任當地的女童軍總監，她後於1942年跟隨卸任的丈夫返回英國。修頓爵士退休以後，與妻子一同開展退休生活，至1957年3月15日因病去世。至於修頓夫人晚年亦受疾病困擾，1960年11月24日卒於英格蘭牛津，終年84歲。與第一段婚姻一樣，修頓夫人在第二段婚姻亦無任何子女。

## 部份著作
修頓爵士夫人曾經以原名「貝拉·悉尼·伍爾夫」（Bella Sidney Woolf）出版逾20本著作，當中不少為兒童書籍，亦有部份書籍講述錫蘭、香港及岡比亞的風貌。她的著述包括：

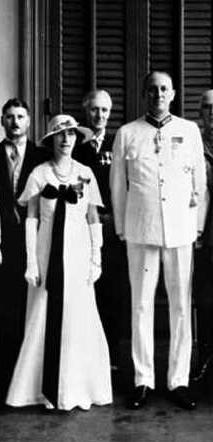
修頓爵士伉儷

- Jerry and Joe, A Tale of Two Jubilees, London: Oliphant, 1897.
- All in a Castle Fair, London: Cassell, 1900.
- Killarney and Round About, London: Hodges, 1901.
- Dear Sweet Anne, London: Collins, 1906.
- Little Miss Pure, London: Cassell, 1907.
- The Twins in Ceylon, London: Duckworth, 1909.
- The Strange Little Girl, 1910.
- More About the Twins in Ceylon, 1911.
- Goldon House, 1912.
- Twins in Ceylon and More About the Twins in Ceylon, 1913. (One Volume)
- How To See Ceylon, Fort Colombo: The Times of Ceylon Co., Ltd., first edition in 1914.
- Right against Might, Cambridge: Heffer, 1915.
- Eastern Star Dust, Fort Colombo: The Times of Ceylon Co., Ltd., 1922.
- From Groves of Palm, Cambridge: Heffer, 1925.
- Chips of China, Hong Kong: Kelly and Walsh, 1930.
- Under the Mosquito Curtain, Hong Kong: Kelly and Walsh, 1935.
- Hong Kong, 1948.
- The Gambia: The Story of The Groundnut Colony, London: George Allen & Unwin Ltd., 1952.

## 榮譽

### 殊勳
- O.B.E. （1935年新年榮譽名單）

### 頭銜
- 貝拉·悉尼·伍爾夫 （1877年－1910年）
- R·H·洛克夫人 （1910年－1921年）
- 修頓夫人 （1921年－1933年）
- 修頓爵士夫人 （1933年－1935年）
- 修頓爵士夫人，OBE （1935年－1960年）

## 外部連結
- 香港女童軍總會90週年

| 前任者： 司徒拔爵士夫人 | 香港女童軍總監 1926年-1936年 | 繼任者： 京夫人 |